# Afro-soul
L'Afro-soul è un genere crossover fra la musica soul e quella africana. Come nel soul, la caratteristica distintiva del genere è la componente emotiva, sfociante soprattutto nelle esecuzioni dei cantanti solisti e dei cori che li accompagnano.
Fra gli esponenti principali del genere emergono Miriam Makeba e Simphiwe Dana.

## Artisti
- Miriam Makeba,[1][2] artista vincitrice di un Grammy Award e attivista per i diritti civili[3]
- Berita
- Feli Nandi
- Simphiwe Dana,[4] definita "la cosa migliore accaduta nel panorama afro-soul dopo Miriam Makeba"[1]
- Nomfusi[5]
- Zahara[6]
- Siphokazi[7]
- Les Nubians[8]
- Muma Gee
- The Budos Band
- Ginger Johnson
- Manu+Dibango
- Lekan Babalola